# Faro de Es Vedrá
El faro de Es Vedrá es un faro situado en el islote de Es Vedrá, al suroeste de la isla de Ibiza, en el archipiélago de las Islas Baleares, España. Está gestionado por la autoridad portuaria de las Islas Baleares en el puerto de Alcudia.

## Historia
Comienza a construirse en 1926 por la Administración, ya que las subastas quedaron desiertas, y se inauguró en 1927. Originalmente funcionaba con una óptica dióptrica y destelladores de acetileno del tipo "llama desnuda", con encendido automático mediante válvula solar. En 1959, un fortísimo temporal descompuso el torreón de hormigón y destrozó el equipo luminoso, por lo que se decidió construir un nuevo torreón de hormigón con revestimiento de piedra, esta vez situado a mayor altura para quedar más protegido de la fuerza del mar. Hoy en día es una señal solarizada y telecontrolada.